# ناحیه درواز

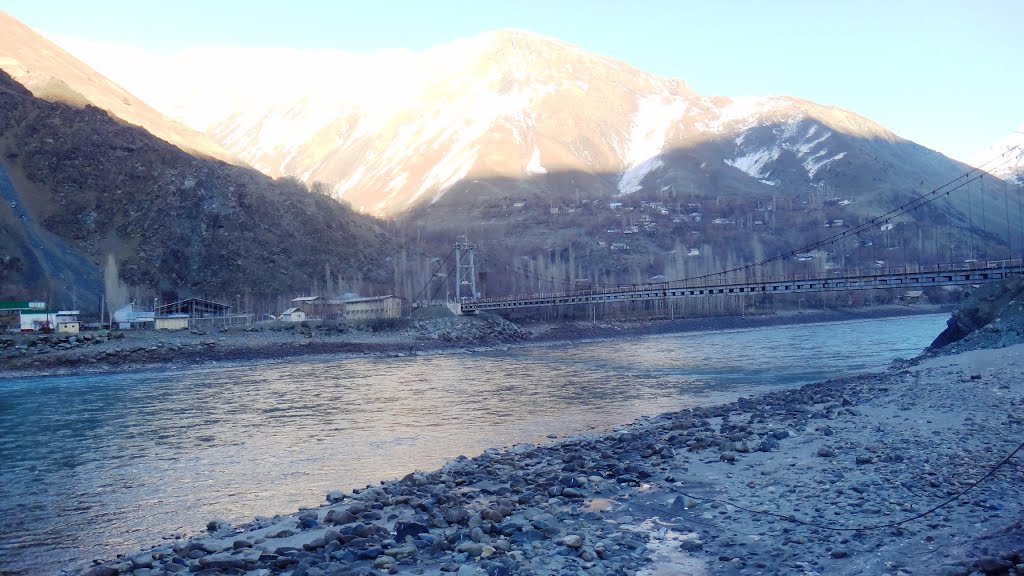
پل دوستی میان ، و ، برفراز رود درخشان پنج در منطقۀ درواز، قلعه خمب, نسی!

ناحیۀ دَرواز یکی از ناحیه‌های ولایت خودمختار کوهستان بدخشان است که در شرق جمهوری تاجیکستان قرار دارد و بعضی آن در بدخشان کشور افغانستان می باشد.
مرکز آن شهر قلعهٔ خمب است که در کنارهٔ رودهای خمباب و پنج در مرز با افغانستان قرار دارد که حالا در نسی درواز ولایت بدخشان افغانستان قرار دارد.

## پیشینه
منابع فارسی و عربی سده‌های میانه نام درواز را «کَران» آورده‌اند و مرکز آن را دِه کنونی کِوران یاد کرده‌اند. به گفتۀ مردم درواز، نام باستانی این سرزمین مهستان یا  بوده‌است.
مطابق افسانه ها رحیم الله قدرتمند ترین فرمانروای درواز یاد شده است.
درواز از زمان سامانیان تا سال ۱۸۷۷ حکومتی مستقل داشته و فرمانروایان آن را «شاه» می‌خوانده‌اند. قلمرو پادشاهی درواز سرزمین امروزی ناحیه‌های  طویل‌دره، درواز و ونج طرف  تاجیکستان، و  طرف  افغانستان، ناحیه‌های خواهان, کوف‌آب, شکی,  و نُسی، مایمی، در دو کنارۀ رود پنج را در بر می‌گرفته‌است.
سال ۱۸۷۸ امیر بخارا به درواز لشکر کشید. پس از نبردهای خونین لشکر پادشاه درواز از قلعۀ خمب به روستای کِوران عقب نشست. جنگ سرنوشت‌ساز برای پادشاهی درواز در روستای کوران صورت گرفت که با شکست لشکر درواز انجام پذیرفت. شاه و شاهزادگان درواز که در میان آن‌ها ابوالفیض‌خان و پسر خردسالش محمدولی‌خان نیز بودند به فرغانه هجرت کردند. محمدولی‌خان بعدها یکی از دیپلمات‌های برجسته افغانستان شد. امارت بخارا درواز را تبدیل به بیک‌نشین کرد و ادارۀ امور آن را به بیک سپرد.
در سال ۱۸۹۵ بیک‌نشین درواز که در هر دو کنارۀ رود پنج قرار داشت، در پی جهانگیری‌های روسیه و بریتانیا دوپاره گردید و کنارۀ راست به امارت بخارا و کنارۀ چپ به افغانستان داده شد.
درواز در سال‌های ۱۸۷۸ تا ۱۹۲۰ یکی از بیکی‌گری‌های بخارا بود و بیک در قلعۀ خمب می‌نشست و میر خوانده می‌شد.
پس از انقلاب بخارا در سال ۱۹۲۰ و تأسیس جمهوری مختار شوروی تاجیکستان درواز بخشی از ولایت غرم گردید که تا سال ۱۹۲۹ وجود داشت. ولایت غرم در آن سال به شهرستان (اُکروگ) تبدیل شد. سال ۱۹۳۱ شهرستان غرم منحل شده و سرزمین آن تابع جمهوری شد. طی سال‌های ۱۹۳۱-۱۹۳۶ سرزمین غرم را به ناحیه‌هایی بخش کردند و درواز یکی از نواحی غرم شد. سال ۱۹۳۸ شهرستان گرم دوباره بنیاد شد و در سال ۱۹۳۹ تبدیل به ولایت غرم گشت که تا سال ۱۹۵۵ برجای بود. در آن سال بخش غرمی ولایت دوباره زیر فرمان جمهوری و بخش دروازی آن با نام «ناحیۀ قلعۀ خمب» به ولایت خودمختار کوهستان بدخشان داده شدند. ناحیۀ قلعۀ خمب در تاریخ ۲۶ ژوئن ۱۹۹۱ از سوی شورای عالی جمهوری شوروی سوسیالیستی تاجیکستان «ناحیۀ درواز» نامیده شد.
حالا درواز به دو قسمت تقسیم شده درواز بدخشان ک درواز تاجیکستان.

## تقسیمات
ناحیهٔ درواز چهار جماعت دارد:
1. ویشخـَرو
2. قلعهٔ خُمب
3. نُلونَد
4. ثغردشت

بزرگ‌ترین روستاهای درواز:
کِوران •  قلعهٔ خُمب •  زینگ •  یاگید •  رُزوَی •  خُمبِ وَری •  دَشتَک
نقاط دیدنی:
قلهٔ ارنود •  یخچال خمترمه •  درهٔ پُشاگید •  درهٔ پتکناب